# Show TV
Show TV es un canal de televisión a nivel nacional de Turquía, propiedad de Ciner Media Group (desde 2013, adquirido de Çukurova Media Group después de que Çukurova se viera obligado a venderla debido a deudas fiscales). El canal fue establecido por los empresarios turcos Erol Aksoy y Haldun Simavi el 1 de marzo de 1991. Durante los últimos años, Show TV amplió su gama de espectadores agregando más canales a su grupo, como Show Plus, Show Max y Show Türk.
SHOW TV ha transmitido diversas series conocidas mundialmente por primera vez en Turquía. Entre ellos se encuentran S.W.A.T., The Master, The Rookies, Silk Stalkings, T. J. Hooker, Booker, Roseanne, The Wonder Years, Superboy, Tequila y Bonetti, Doogie Howser, M. D., El príncipe de Bel-Air, Dream On, Generations, Las aventuras del joven Indiana Jones, Seinfeld, In the Heat of the Night, Friends, Beverly Hills, 90210, Power Rangers y Premiers Baisers.
Además, volvió a transmitir algunas series de televisión como Fame, Los ángeles de Charlie, The Twilight Zone y Dallas, que eran muy populares en la época del monopolio de la TRT en Turquía.
Las personalidades del canal son Erhan Çelik, Simge Fıstıkoğlu, Ahmet Çakar, Okan Bayülgen, Pınar Erbas, Ali Ihsan Varol, Vahe Kılıçarslan, Benan Bal, Özge Ulusoy, Alisan y Çağla Sikel. El canal también transmitió exitosas series de televisión turcas como Kurtlar Vadisi, Doktorlar, Adini Feriha Koydum y Suleimán, el gran Sultán.

## Series de televisión Turcas
- Suskunlar (2012)
- Ustura Kemal (2012)
- Pis Yedili (2011-present)
- Adını Feriha Koydum (2011-2012)
- Suleimán, el gran Sultán (2011)
- Karadağlar (2010–2011)
- Ezel (2009), temporada 1.
- Kurtlar Vadisi Pusu (2007–2009)
- Acı Hayat (2005–2007)
- Cennet Mahallesi (2004–2007)
- Kurtlar Vadisi (2003–2005)
- Dadı (2000–2002)
- Tatlı Hayat (2001–2003)
- Deli Yürek (1999–2001)
- Doktorlar (2006-2011)
- Sahte Prenses (2006)
- Kanlı Düğün (2005)
- Turk mali
- 32. Gün (1992-1995; breve descanso cuando la serie se fue a la atv; 1995-1998)
- Ask Laftam alamaz(2016-)
- Gulumse Yeter(2016-)
- Aklinda'da aklintaz (2021)

## Programas de entretenimiento
- Var mısın? Yok musun? (versión turca de Deal or no deal)
- Pazar Sürprizi
- Şahane Show
- Yemekteyiz (versión turca de Ven a cenar conmigo)
- Wipe Out (basado en el programa de juegos Wipeout)
- Canlı Para (versión turca de The Million Pound Drop Live)
- MasterChef
- Survivor Turkey
- Huysuz'la Dans Eder misin? (versión turca de So You Think You Can Dance)
- Yetenek Sizsiniz Türkiye (Versión turca de  Got Talent
- O Ses Turkiye (Versión turca de The Voice)
- Bugun ne giysem